# Slangens gave
Skammerens datter II: Slangens gave er en dansk ungdomsfilm, der havde premiere 24. januar 2019. Filmen er instrueret af Ask Hasselbalch og er baseret på Lene Kaaberbøls bogserie. Filmen er tilladt for alle, men frarådes børn under 11 år. De fleste af optagelserne fandt sted i Tjekkiet, som den foregående film, Skammerens datter (2015). Filmen springer usædvanligt nok den anden bog i serien over, og går direkte til den tredje i serien, Slangens gave. I et interview med hovedrolleindehaverne Rebecca Emilie Sattrup og Petra Scott, fortæller de hvordan historien i Slangens gave er mere interessant og at fire film, ville være i overkanten. 

## Medvirkende
- Rebecca Emilie Sattrup som Dina
- Petra Scott som Rosa
- Mikkel Arndt som Drakan
- Jakob Oftebro som Nico
- Agnes Kittelsen som Melussina
- Søren Malling som Våbenmesteren
- Dejan Cukic som Sezuan
- Stina Ekblad som Dama Lizea
- Nicolas Bro som Sarkan

## Modtagelse
De danske filmanmeldere var i høj grad uenige om filmen. "Uden at ryste på hånden tager Ask Hasselbalch over fra Kenneth Kainz, der instruerede den første film. Hasselbalch tilføjer større landskaber (hurra for Østeuropas vilde skove!) og mere rum til skuespillerne, der får plads til ikke blot at reagere, men reflektere." Skrev Stephanie Caruana i Berlingske og gav filmen fem ud af seks stjerner. De resterende anmeldelser fordelte sig jævnt mellem top og bund. Filmmagasinet Ekko og Soundvenue gav fire ud af seks stjerner og Jyllands-Posten gav to ud af seks stjerner.  

### Priser
| Pris         | År   | Categori                    | Modtager                                                        | Resultat  |
| ------------ | ---- | --------------------------- | --------------------------------------------------------------- | --------- |
| Robertpriser | 2020 | Årets børne- og ungdomsfilm | Skammerens datter II: Slangens gave                             | Nomineret |
| Robertpriser | 2020 | Publikumsprisen             | Kenneth Kainz, Eva Juel Hammerich, Nina Lyng og Gunnar Järvstad | Nomineret |
| Robertpriser | 2020 | Årets adapterede manuskript | Gunnar Järvstad                                                 | Nomineret |
| Robertpriser | 2020 | Årets score                 | Bo Asdal Andersen og Thomas Huus                                | Nomineret |
| Robertpriser | 2020 | Årets sounddesigner         | Jeppe Kaas                                                      | Nomineret |
| Robertpriser | 2020 | Årets visuelle effekter     | Geoffrey Hancock og Morten Jacobsen                             | Nomineret |